# Pierre De Groef
Pierre De Groef est un architecte spécialisé dans le style Beaux-Arts et ayant construit au début de XXe siècle de nombreux hôtels de maîtres et immeubles de haut standing à Bruxelles en Belgique, principalement dans le quartier de l'avenue Louise.
Il était un des virtuoses du style Beaux-Arts en Belgique qui eut beaucoup de succès malgré l'engouement pour l'Art nouveau à la même époque et qui a éclipsé le renom de ce style.

## Son œuvre
- avenue Brugmann 14, 16.
- Hôtel particulier de Georges van Dievoet, rue De Crayer, 9 et angle rue Jacques Jordaens, 33, année 1909.
- avenue Émile De Mot 15, maison bourgeoise de style Beaux-Arts, 1923.
- Saint-Josse-ten-Noode, rue Eeckelaers 31, maison de style éclectique construite en 1901.
- Ixelles, rue Paul Lauters 6
- rue Paul Lauters 8
- rue Paul Lauters 10
- rue Paul Lauters 14
- avenue Lloyd George 15, maison bourgeoise de style Beaux-Arts,1923-1924.
- avenue Louise, 113, maison bourgeoise de style Beaux-Arts, 1912.
- Ecole communale des Cèdres, rue du Gruyer, 2-10 à Watermael-Boitsfort (1912) : gymnase, corridors desservant les classes, pavillons d'angle surélevés, dépendances côté rue du Loutrier (1934)
- avenue Louise 280, hôtel particulier de style Beaux-Arts avec dépendance, en 1913, pour le baron Janssen.
- avenue Louise 415, hôtel particulier de style Beaux-Arts 1912, construit en ensemble avec un garage à front de la rue Saint-Georges.
- avenue Franklin Roosevelt 14, hôtel particulier à trois façades, de style Beaux-Arts, en 1923,
- rue Saint-Georges 2a-2b, à l'angle de la rue de l'Abbaye, immeuble de rapport à rez-de-chaussée commercial, de style éclectique.